# Pervigilium Veneris
Il Pervigilium Veneris (lett. "La veglia di Venere") è un componimento poetico dell'età imperiale romana, di autore ignoto, dedicato a Venere.
Si tratta di un carme in 97 settenari trocaici, divisi in strofe divise a intervalli irregolari da un verso ricorrente:
Nel poema viene celebrata la figura di Venere quale signora della vita e della rinascita. Con spunti mitologici e temi ricorrenti nella letteratura latina, fra cui quello della sicula Hybla, l'autore esalta la dea in un'ode il cui ritornello è il filo ricorrente, anche se in tanta gioia e vita colpisce il finale amaro, in cui il poeta lamenta di aver perso la donna amata.

## Datazione ed attribuzione
Fu attribuito di volta in volta a Catullo, ad Apuleio, al Floro e a Tiberiano. In effetti, la datazione è molto incerta: per alcune coincidenze di stile con il gusto dei poetae novelli della fine del II secolo, si fa risalire a quel periodo o all'inizio del III secolo, ma c'è anche chi colloca la composizione in un'epoca più tarda, finanche nel VI secolo.
L'opera ha avuto grande fortuna nei secoli in quanto è considerata universalmente uno degli ultimi componimenti della letteratura latina d'ispirazione pagana.
La datazione dell'opera è sempre stata problematica; gli studiosi si sono concentrati su due tesi, anche se ne sono emerse altre; le due tesi d'attribuzione principale sono l'attribuzione a Floro, poeta e letterato dell'età di Adriano, ed ipotesi più accreditata tra gli studiosi; l'altra vorrebbe l'attribuzione a Tiberiano, poeta del IV secolo.
La struttura del poema fa pensare al tardo impero, anche se nuove ipotesi fanno pensare alla prima metà del III secolo, quando il culto di Venere era ancora molto diffuso; nel poema inoltre non si riscontrano elementi incontrovertibili che possano far propendere per il IV, o addirittura secondo alcuni, V secolo; l'atmosfera del componimento è infatti avulsa dalla cupezza dei secoli finali dell'impero. Il carme rappresenta un'opera di pregio nel contesto della letteratura imperiale romana, e probabilmente la sua datazione deve farsi risalire più al II o al III secolo che non al IV o al V, ipotesi molto in voga negli scorsi due secoli.

## Tematiche e stile
Il carme ha una atmosfera di gioia che accompagnava le celebrazioni a Venere nell'impero, e dipinge una società in pace e letizia. L'argomento stesso si presta a questo stileː esso è la descrizione delle celebrazioni di Venere in occasione della primavera, secondo, sembra, le consuetudini di Ibla in Sicilia, ossia attraverso una "veglia", da cui il titolo, nella quale la dea viene invocata perché fecondi i campi. Il tema della natura è dunque anche qui dominante.
Ciò che distingue il carme è tuttavia lo stile, in cui la ricercata semplicità di espressione lascia spazio ad alcuni stilemi tipici della lingua popolare, pur nella generale classicità, e soprattutto dona uno straordinario senso di freschezza al componimento.
Secondo Carmelo Ciccia, la Primavera di Sandro Botticelli è la trasfigurazione iconica della mitica Hybla cantata in questo poema e affiancata alla dea dell'amore insieme con altri elementi del contesto poetico.